# Strojetice
Strojetice är en ort i Tjeckien.   Den ligger i regionen Mellersta Böhmen, i den centrala delen av landet, 70 km sydost om huvudstaden Prag. Strojetice ligger 411 meter över havet och antalet invånare är 129.
Terrängen runt Strojetice är huvudsakligen lite kuperad. Strojetice ligger nere i en dal. Runt Strojetice är det ganska glesbefolkat, med 28 invånare per kvadratkilometer. Närmaste större samhälle är Vlašim, 13,5 km nordväst om Strojetice. Omgivningarna runt Strojetice är en mosaik av jordbruksmark och naturlig växtlighet.